# Белый флот
Бе́лый флот — военно-морские формирования Белого движения в Гражданскую войну 1918—1922 годов в России, включавшие в себя флоты, флотилии, отряды и другие соединения кораблей и вспомогательных судов. В Белый флот входили как боевые корабли специальной постройки, так и мобилизованные и реквизированные суда.
Личный состав представляли морские офицеры и матросы российского военного и торгового флота, а также офицеры сухопутных армий.
Военно-морские соединения Белого флота подчинялись руководству Белых армий.
В правительстве адмирала А. В. Колчака в бытность его Верховным правителем России имелось Морское министерство, возглавляемое контр-адмиралом М. И. Смирновым, пытавшимся управлять всем Белым флотом. Однако реальное управление было существенно ограничено обстановкой.

## Черноморский флот

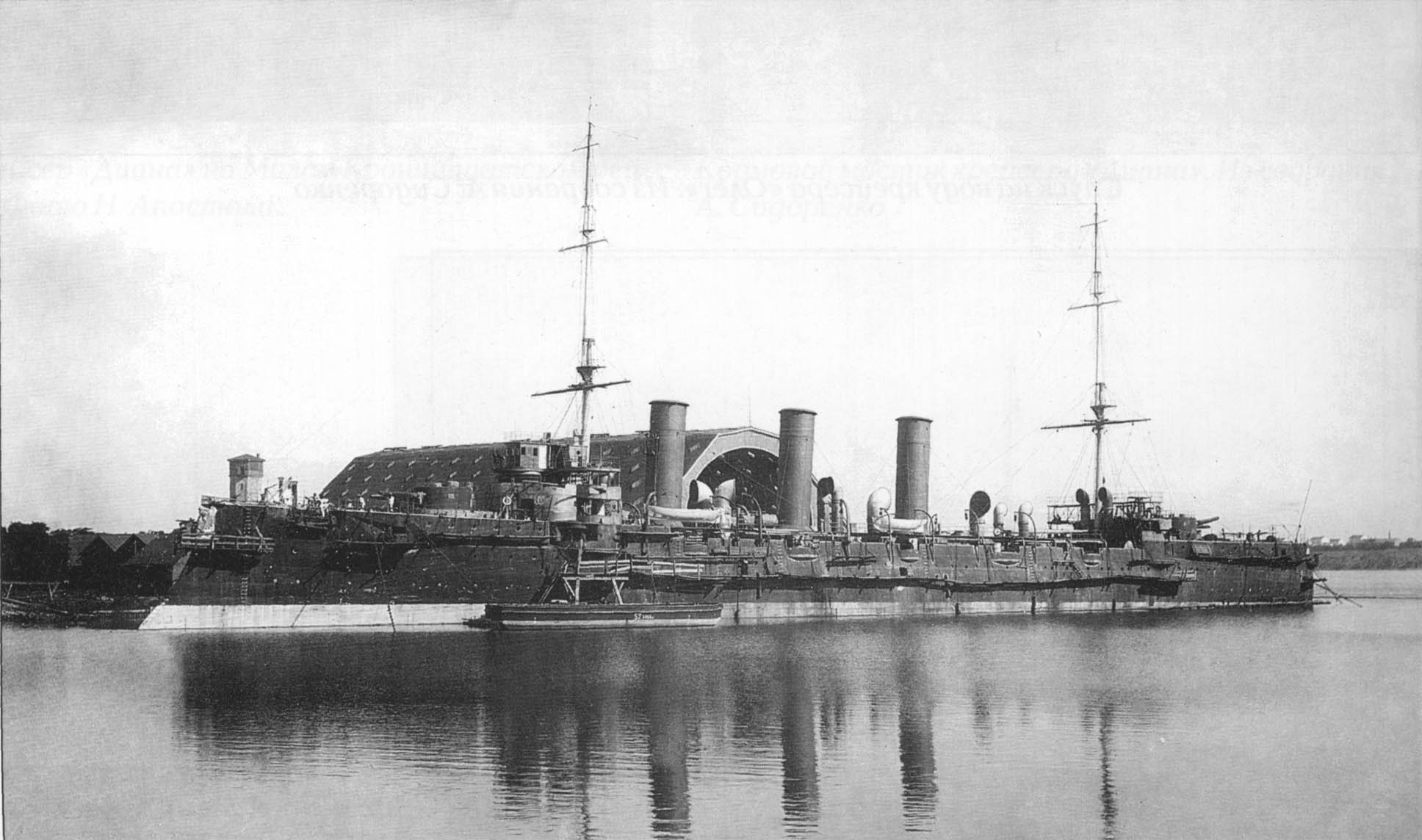
Крейсер «Генерал Корнилов»
(бывший «Кагул», бывший «Очаков»)

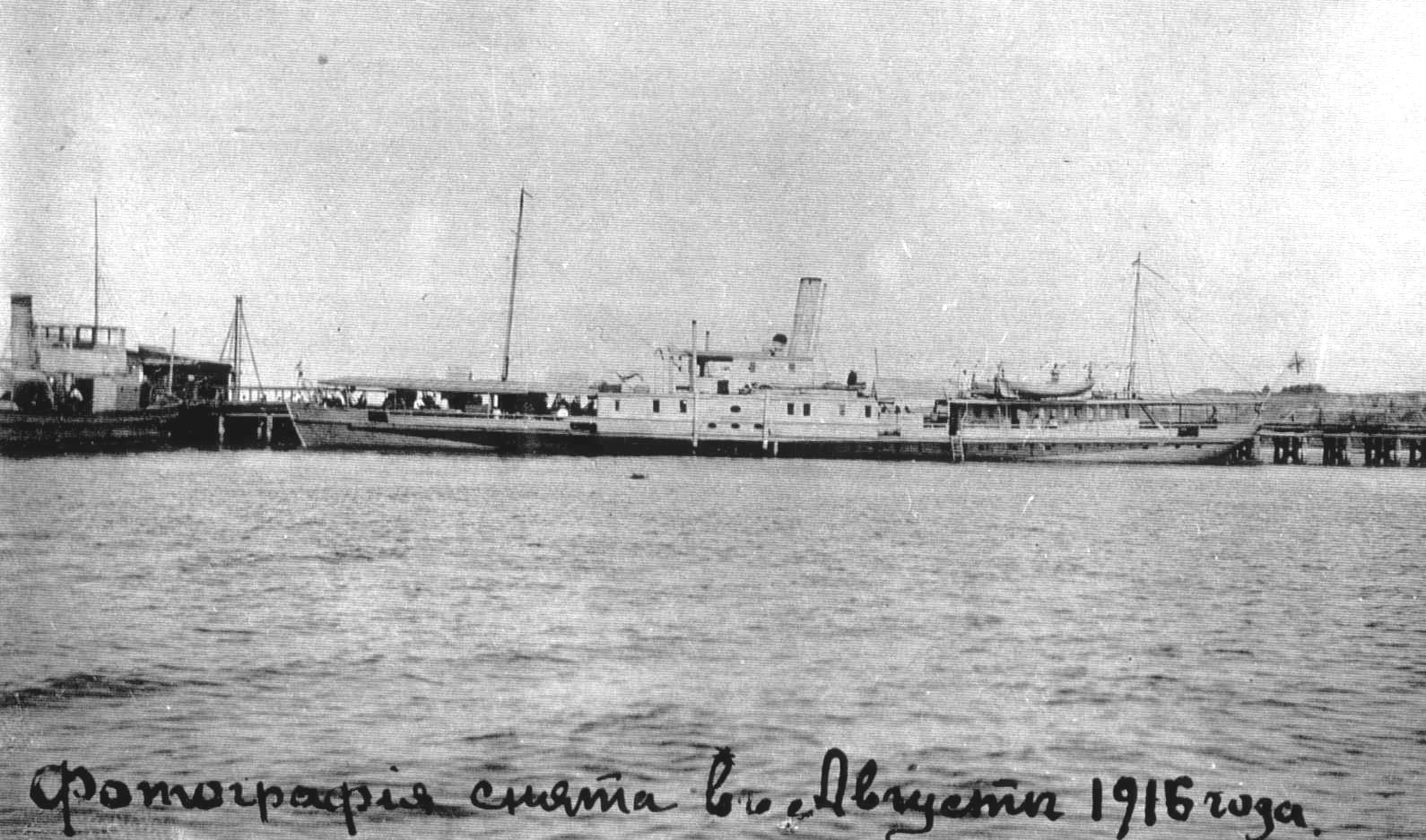
Тральщик Т-260, бывшая паровая шхуна (самоходная баржа) типа «Роза» английской постройки «Адольф» и впоследствии — канонерская лодка белой Азовской флотилии К-3 «Салгир». 1916 год

Белый Черноморский флот создан в январе 1919 года в Новороссийске в составе Добровольческой армии. В июле 1919 года после взятия Крыма база Черноморского флота была переведена в Севастополь.
Черноморский флот подчинялся последовательно командованию Добровольческой армии, Вооружённым силам Юга России (ВСЮР) и Русской армии генерала барона П. Н. Врангеля.
Командовали флотом в разное время вице-адмирал В. А. Канин; вице-адмирал М. П. Саблин; вице-адмирал Д. В. Ненюков; вице-адмирал А. М. Герасимов, вице-адмирал М. А. Кедров, контр-адмирал М. А. Беренс.
В состав флота первыми включили реквизированный ледокол «Полезный», подводную лодку «Тюлень» и канонерскую лодку К-15. В апреле 1919 года, благодаря содействию капитана второго ранга В. А. Потапьева и штабс-капитана А. Н. Стальноватого к ним присоединился крейсер «Кагул».
В это же время англо-французскими силами без ведома командования Вооружённых сил Юга России в ходе Крымской эвакуации 1919 года на внешнем рейде Севастополя были затоплены 13 подводных лодок, которые гипотетически могли бы войти в состав Белого флота, но не имея квалифицированных команд, скорее достались красной армии. Интервенты подорвали механизмы неисправных линейных броненосцев, артиллерию базы. Были вывезены и расхищены военные запасы со складов флота.
К лету 1919 года флот уже имел более десяти военных кораблей и судов иного назначения. Осенью британское командование передало Белому флоту линкор «Воля», крейсер «Алмаз», несколько эсминцев и другие корабли.
Особенно многочисленным флот стал в 1920 году: в его составе было более 120 кораблей, в число которых входили линейный корабль «Генерал Алексеев», 1 крейсер, 3 вспомогательных крейсера, 8 эсминцев, 9 канонерских лодок, 3 подводные лодки.
В состав Черноморского флота входил подчинённый ему морской отряд обороны Азовского моря, включающий в себя 8 канонерских лодок. С мая 1919 года этот отряд действовал на Азовском море, в июле 1919 года в связи с изменившейся обстановкой был перебазирован на реку Днепр. С декабря 1919 года на Азовском море появился второй отряд кораблей Черноморского флота, включавший в себя броненосец «Ростислав», 12 канонерских лодок и ряд других судов. Этот отряд в зависимости от обстановки периодически усиливался двумя-тремя эсминцами из Севастополя.
Корабли Черноморского флота участвовали в десантных операциях Русской армии барона Врангеля, перевозили войска, оказывали огневую поддержку сухопутным войскам, ставили минные заграждения, вели бои с кораблями Военно-морских сил РККА, после поражения армии Врангеля корабли флота эвакуировали войска и беженцев из Крыма.
В ноябре 1920 года белый Черноморский флот преобразовали в Русскую эскадру, которая до 1924 года базировалась в порту Бизерта (Тунис). В 1924 году Русская эскадра была расформирована, а её корабли собирались передать СССР. Однако в итоге эти корабли остались в Бизерте, а позднее они были проданы во Францию на металлолом.

## Сибирская военная флотилия
Сибирская военная флотилия перешла на сторону Белого движения после выступления Чехословацкого корпуса в июле 1918 года, в ходе которого были захвачены суда флотилии: вспомогательный крейсер, канонерская лодка, пять эсминцев, девять миноносцев, 13 транспортов, вспомогательных и прочих судов.
Командовали флотилией в разное время контр-адмирал С. Н. Тимирёв, контр-адмирал М. И. Федорович, контр-адмирал М. А. Беренс, контр-адмирал Г. К. Старк.
После образования Дальневосточной республики в 1920—1921 годах флотилия вошла в состав её Народно-революционного флота, но после переворота во Владивостоке 26.05.1921 года вновь перешла в состав Белого флота. В ходе боевых действий провела ряд десантных операций.
В октябре 1922 года после поражения белых один отряд кораблей флотилии эвакуировал из Владивостока 10 тысяч беженцев. Этот отряд взял курс на Филиппины и прибыл туда лишь в январе 1923 года. По пути часть кораблей затонула. Прибывшие на Филиппины корабли затем были проданы. Остальные корабли остались во Владивостоке и в конечном счёте вошли в состав военно-морских сил РККА.

## Флотилия Северного Ледовитого океана
После захвата войсками Антанты в августе 1918 года флотилия Северного Ледовитого океана была включена в состав вооружённых сил Верховного управления Северной области, а затем Временного правительства Северной области.
К началу 1920 года в состав флотилии входили броненосец «Чесма», четыре эсминца, одна подводная лодка, четыре тральщика, семь гидрографических и ряд других вспомогательных судов.
Флотилии Северного Ледовитого океана подчинялись гидрографические экспедиции Белого моря и Северного Ледовитого океана, а также ряд речных и озёрных флотилий (Печорская, Северо-Двинская, Онежская), а также порты Архангельска и Мурманска.
Флотилия Северного Ледовитого океана в основном занималась проводкой судов с грузами для армий Колчака и гидрографическим обеспечением флотилии.
Командовали флотилией контр-адмирал Н. Э. Викорст, а затем контр-адмирал Л. Л. Иванов; гидрографическим обеспечением руководил контр-адмирал Б. А. Вилькицкий.
После взятия Красной армией 21 февраля 1920 Архангельска и 7 марта 1920 года Мурманска корабли флотилии были включены в состав Военно-морских сил РККА.

## Каспийская флотилия
Весной 1919 года сформирована Каспийская флотилия, имевшая к началу 1920 года в своём составе 9 вспомогательных крейсеров, 7 канонерских лодок и военно-морскую авиацию, включавшую 10 гидросамолётов на двух авиатранспортах, а также ряд вспомогательных судов.
Флотилия входила в состав ВСЮР, командовали флотилией контр-адмирал А. И. Сергеев, затем капитан 1 ранга Б. Н. Бушен.
Каспийская флотилия вела активные боевые действия против «красных»: сражалась с кораблями Волжско-Каспийской флотилии РККФ в районе дельты реки Волга, вокруг Астрахани поставила минное заграждение из двухсот мин, обеспечив тем самым морскую блокаду города, оказывала существенную поддержку войскам белых на приморском фланге обеспечивая поддержку наступающему летом и осенью 1919 года Астраханскому отряду Добровольческой армии генерала Д.П. Драценко.
В связи с успешным наступлением Красной армии, захватившей основные пункты базирования Каспийской флотилии в Гурьеве и Красноводске, вынуждена была в апреле 1920 года перебазироваться в Баку, а из Баку в находившийся под контролем союзной Великобритании иранский порт Энзели. При этом вспомогательный крейсер «Австралия» и посыльное судно «Часовой» покинули флотилию и перешли на сторону большевиков.
В Энзели флотилия была фактически интернирована англичанами. 17—18 мая 1920 года после успешной для красных Энзелийской операции 23 корабля флотилии и 4 гидросамолёта были отбиты у англичан, возвращены в Советскую Россию и включены в состав Военно-морских сил РККА.

## Речные и озёрные флотилии
- Речной боевой флот Поволжской народной армии — имел в своём составе более сорока вооружённых пароходов, вспомогательных судов и катеров. Действовал в течение лета и осени 1918 года, 1 августа 1918 года участвовал во взятии Казани. Командующий — Г. К. Старк
- Северо-Двинская речная флотилия была сформирована в Котласе августе 1918 г. Сначала действовала в составе британской флотилии, затем отделилась от неё и действовала самостоятельно. Флотилия располагала двумя канонерскими лодками, тремя вооружёнными пароходами, пятью плавбатареями и некоторыми другими вспомогательными судами. К 1920 году в ней остались 7 плавбатарей, канонерская лодка и некоторые другие суда. В марте 1920 года флотилия была расформирована, а её корабли вошли в состав РККФ.
- Чудская флотилия просуществовала с октября по ноябрь 1918 года, после чего корабли флотилии были захвачены Эстонией.
- Онежская озёрная флотилия действовала в период с лета 1919 года до зимы 1920 года.
- Речная боевая флотилия на реке Кама, существовала с марта по июнь 1919 года, в составе имела 15 вооружённых пароходов, две плавбатареи, одну баржу с гидросамолётами и вспомогательные суда. Начальник штаба — Д. Н. Федотов-Уайт.
- Печорская флотилия действовала в 1919 году, имея в своём составе 11 пароходов и вспомогательные суда.
- Донская флотилия была создана в марте 1918 года и просуществовала до августа 1919 года.
- Волжская военная флотилия действовала в течение июня-декабря 1919 года, имея в своём составе четыре бронекатера и ряд вспомогательных судов.
- Среднеднепровская флотилия служила белым в течение мая-декабря 1919 года. Имела в своём составе четыре канонерские лодки, восемь бронекатеров и ряд вспомогательных судов. В сентябре 1919 года провела удачный рейд к Чернигову по реке Десне и захватила там 9 пароходов.
- Нижнеднепровская флотилия из шести канонерских лодок и ряда вспомогательных судов действовала с мая 1919 г. по январь 1920 г.
- Байкальская флотилия создана в августе 1918 года.
- Енисейская речная боевая флотилия действовала в марте-декабре 1919 года, имея в своём составе три вооружённых парохода и вспомогательные суда.
- Обь-Иртышская речная боевая флотилия имела 15 вооружённых пароходов, два бронекатера и ряд вспомогательных судов. Действовала с августа по октябрь 1919 года, пока корабли флотилии не были захвачены красными.

Указанные флотилии белых вели боевые действия на перечисленных реках и озёрах против аналогичных флотилий красных, участвовали в высадке десантов и в поддержке действий сухопутных войск.